# تعابير ثقافية

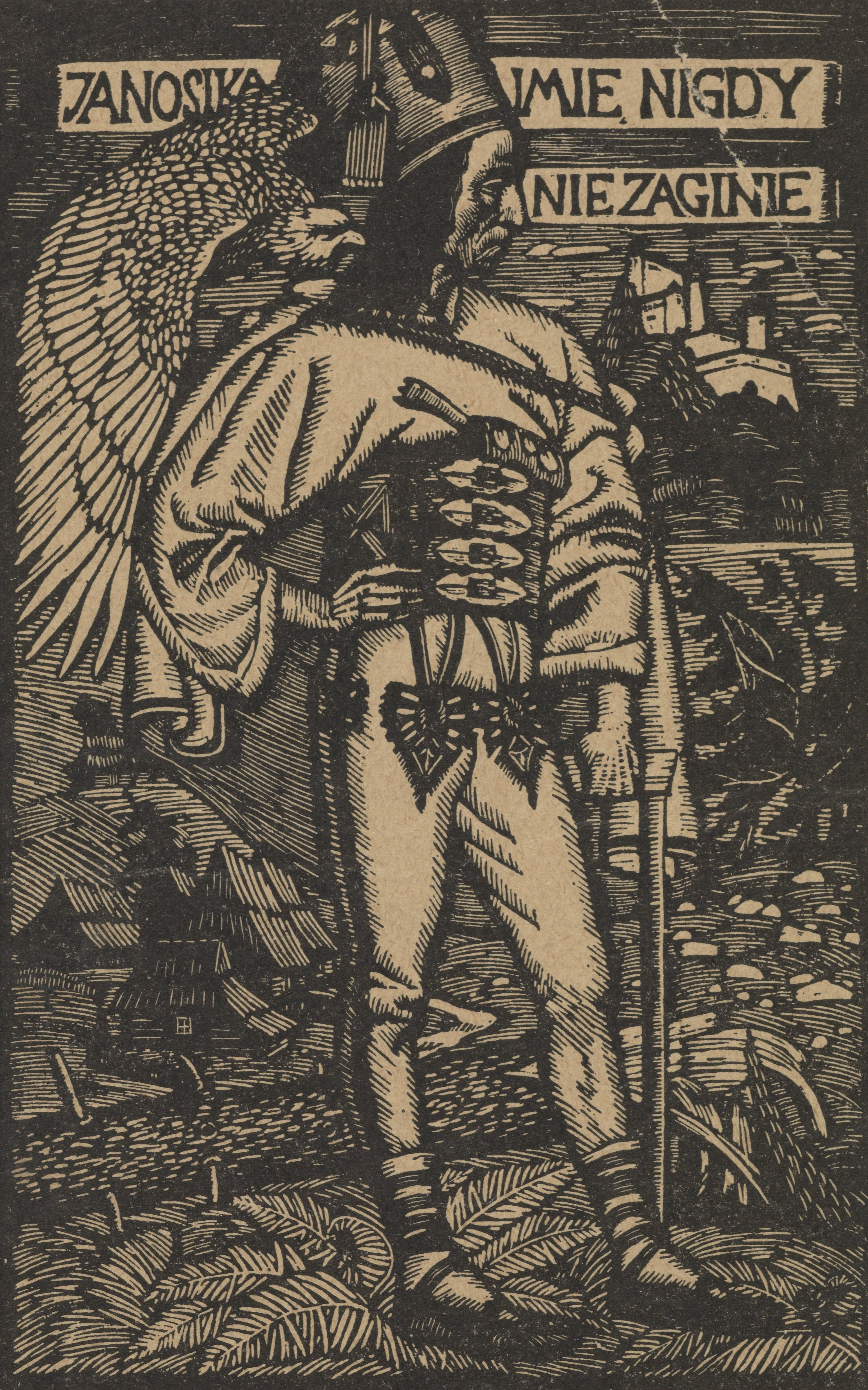

التعابير الثقافية (بالإسبانية: Culturema) تعد أحد أنواع الوحدات العبارية وهي عبارة عن وحدات لغوية يستخدمها متحدثو اللغة في الواقع في عمليات التواصل الشفهي والكتابي لإضفاء المزيد من قوة التعبير والقيم الجمالية والحجة الخطابية. يكثر استخدامها في المصطلحات الثقافية، التعابير الاصطلاحية، الحكم، النكات، مقاطع من أغنيات، كليشيهات، الشعارات والأمثال الشعبية المستخلصة من التراث التاريخي والأدبي والديني والحكايات الشعبية، إلخ.
ارتبطت الدراسات والأبحاث حول الإشارات والتعابير الثقافية بدراسات الترجمة وطرحت النظريات التي تتناول التعابير الثقافية مسميات وتصورات وتصنيفات مختلفة لها.
ترجع بداية دراسة العناصر والإشارات الثقافية في اللغة وعلاقتها بالترجمة إلى عام 1953، عندما تناول فيودوروف، الذي ينتمي إلى المدرسة السلافية، ما أسماه بـالواقعيات، Los Realia. تعد الواقعيات كلمات أو مصطلحات تعبر عن أشياء أو مفاهيم تتعلق بأحداث ثقافية أو مؤسسات سياسية، اقتصادية، اجتماعية وثقافية يتميز بها مجتمع وطني معين. كذلك، يعرف أوتو كاد، المنتمي إلى مدرسة لايبزك الألمانية، الواقعيات كونها نوعًا من الفجوات المفاهيمية التي لا يوجد مقابل لها داخل مجتمع لغوي معين.
بجانب تسمية الواقعيات، تظهر تسمية التعابير الثقافية المقترحة من قبل المدرسة الوظيفية الألمانية. وفقاً لكريستينا نورد، التعابير الثقافية هي: «ظاهرة اجتماعية خاصة بثقافة (أ)، يتميز بها أعضاء مجتمع هذه الثقافة، وفي حال مقارنتها بظاهرة خاصة بثقافة (ب) فإنها تُصنَف كونها خاصة بثقافة (أ)». وفقاً لنورد، تضم التعابير الثقافية عناصر لفظية وغير لفظية وتعرّفها كونها ذات مفهوم مُجرد، تستخدم لتمييز ثقافة عن أخرى ويندرج تحتها أي عنصر دال على معلومة، سواء كان لفظيا مثل إلقاء التحية أو سلوكيًا مثل حركة الجسد. يشير بوياتوس إلى أنه من الممكن أن يتم تحليل منهجي وتدريجي لثقافة ما على أساس التعابير الثقافية الخاصة بها، مُعرفاً التعابير الثقافية كالآتي: «أي مكون ثقافي تفاعلي أو غير تفاعلي، يتم إدراكه عن طريق إشارات حِسية أو معقولة، ذي قيمة رمزية قابلة للتقسيم إلى وحدات أصغر أو للمزج بوحدات أكبر». يُقصد بكلمة «حِسية» ما يتم إدراكه عن طريق الحواس (التواصل اللفظي وغير اللفظي، الإشارات وحركات الجسد) أو عن طريق البيئة (الألوان، الضوء وتصميم المُدن والقُرى)، بينما يقصد بكلمة معقولة ما يدرك عن طريق العقل مثل القيم الدينية، المُعتقدات، الاحتفالات، البناء الاجتماعي، الأخلاقيات، مفهوم العائلة والزواج، إلخ.
يُعرف لوك نادال التعابير الثقافية كالآتي: «أي عنصر رمزي ثقافي مُحدد، بسيط أو مُركب، خاص بشيء، فكرة، نشاط أو فعل، معروف لدى أعضاء مجتمع معين ويكون ذا قيمة رمزية بحيث يستخدمه أعضاء هذا المجتمع كدليل أو إشارة أو نموذج للتفسير أو لفعل معين. مما يؤدي إلى استخدامه كوسيلة للتعبير أثناء عملية التواصل التفاعلي بين أعضاء هذه الثقافة». من هنا، فإن التعابير الثقافية هي وحدات تواصلية لفظية أو غير لفظية، ذات طابع ثقافى وقيمة رمزية، تتميز بدرجة عالية من قوة التعبير وتكثيف المعنى وتحتفظ بثقل ثقافي داخل ثقافة معينة.
يقدم لوك نادال أربعة معايير لتحديد مفهوم التعابير الثقافية. أولًا، تتميز التعابير الثقافية بقوة التعبير والرمزية والدافعية حيث تكون ذات دافعية واضحة وصادرة عن فكرة تظل حية ومعروفة لدى متحدثي لغة ما فتصبح، بالتالي، مُنتِجة. ثانيًا، يشير إلى الإنتاجية العبارية التي تتميز بها التعابير الثقافية، فالتعابير الثقافية المُنتِجة هي التي يظل ينتج عنها العديد من التعابير والنكات الجديدة. الإنتاجية يمكن أن تكون إما عبارية، أي تعتمد على عدد العبارات الاصطلاحية المرتبطة بموضوع ثقافي معين، أو إنتاجية عامة تتعلق بنوعية العبارات الاصطلاحية مثل النكات، الإشارات، مقاطع الأغاني، الكليشيهات، إلخ.
كذلك، تتميز التعابير الثقافية بتركيبتها الثابتة لكنها تأتي مُرتبطة بموضوع ثقافي ذي أهمية عند جماعة لغوية معينة. ثالث معيار مهم هو تكرار ظهورها من خلال إشارات نصية أو نكات، إلخ. بحيث تظهر بشكل متكرر في وسائل الإعلام المختلفة وتستخدم في مختلف المجالات مثل الإعلانات والبرامج التليفزيونية والصحف. المعيار الرابع هو أنها تعابير مُركبة من حيث البِنية والرمزية، فيقوم تفسير تعبير ثقافي على معرفة مُسبقة من التاريخ أو معرفة موضوع معين يُصوره هذا التعبير. إذًا، لتفسير تعبير ثقافي معين نرجع إلى رمز أو موقف أو حدث معروف لدينا أصبح يستخدم كصورة نمطية لوصف شيء ما فنربطه بالموقف الحقيقي الحالي مما يؤدي إلى جلب المعرفة المسبقة المتعلقة بهذا الرمز وخصائصه في ذهننا. ومن هنا، تعد التعابير الثقافية عناصر ديناميكية أو حيوية يعتمد معناها على السياق الظرفي الذي تأتي فيه.